# Климова, Анастасия Николаевна
Анастасия Николаевна Климова (19 сентября 1994, Одесса) — армянская и украинская футболистка, вратарь. Мастер спорта Украины. Игрок сборной Армении.

## Биография
Воспитанница одесского футбола. Во взрослых соревнованиях начала играть в чемпионате Украины по мини-футболу за клуб «Черноморочка» (Одесса).
В 2012 году перешла в команду по большому футболу «Ильичёвка» (Мариуполь), в её составе провела три неполных сезона в высшей лиге Украины, сыграв 29 матчей. После начала событий на Донбассе «Ильичёвка» была расформирована и спортсменка перешла в клуб первой лиги «Ятрань» (Берестивец), с которым на следующий год вышла в высшую лигу. В ходе сезона 2015 года перешла в черниговскую «Легенду», с которой становилась серебряным (2015) и бронзовым (2016) призёром чемпионата, а также двукратной финалисткой Кубка Украины.
С 2017 года выступала за границей — провела по половине сезона в армянском «Оменмене» и грузинском «Мартве», в составе грузинского клуба стала чемпионом страны 2017 года и участвовала в играх женской Лиги чемпионов. В 2018 году играла за аутсайдера чемпионата России «Торпедо» (Ижевск), была основным вратарём клуба и сыграла 13 матчей в высшей лиге. В 2019 году выступала в чемпионате Белоруссии за «Ислочь-РГУОР», а затем в Армении за «Ширак-Оменмен».
В 2020—2021 гг. играла в российском клубе «Енисей».
В марте 2020 года дебютировала в составе сборной Армении, сыграв два товарищеских матча против Литвы. Осенью 2021 года сыграла первые официальные матчи в отборочном турнире чемпионата Европы.